# Тлальтенанго-де-Санчес-Роман (муниципалитет)
Тлальтенанго-де-Санчес-Роман (исп. Tlaltenango de Sánchez Román) — населённый пункт и муниципалитет в Мексике, входит в штат Сакатекас. Население 21 636 человек.

## История
Город основан в 1824 году.